# 高橋聖一
高橋 聖一（たかはし せいいち）は、日本の漫画家。
日本SF作家クラブ会員。

## 来歴
2009年6月、第64回小学館新人コミック大賞青年部門にて『立ち往生刑事』が佳作受賞。その後、「月刊!スピリッツ 2010年1月号」にて『爆発!人ずきんちゃん 〜黒澤に挑んだ女優！の巻〜』でデビュー。
2016年7月14日 - 2019年2月23日、サンデーうぇぶりにて『好奇心は女子高生を殺す』を月に一回の更新で連載した。

## 人物
『高橋聖一のよいこのSF劇場』発売当時の担当編集によると、南海キャンディーズの山里亮太に似ており、間違われてサインを求められたことがあるという。

## 作品リスト

### 書籍
- 『高橋聖一のよいこのSF劇場[注 1]』小学館〈ビッグコミックス〉2013年8月30日発売、ISBN 978-4-09-185393-6[9]（『月刊!スピリッツ』2010年 - 2013年）
  - 『紙製地球救出装置』（2011年10月号掲載） - 横浜国立大学の公式演劇サークル「劇団三日月座」によって2017年に舞台化された[10][11]。
  - 『宇宙船撃墜命令』（2012年7月号掲載）
  - 『パスタでわかる世界消滅』（2012年12月号掲載）
  - 『20分後の無い世界』（2013年6月号掲載）
  - 『爆発!人ずきんちゃん 〜黒澤に挑んだ女優！の巻〜』（2010年1月号掲載）※デビュー作
  - 『爆発!人ずきんちゃん 〜太宰に挑んだ女優！の巻〜』（2010年7月号掲載）
- 『好奇心は女子高生を殺す』小学館〈サンデーうぇぶりSSC[注 2]〉全2巻（『サンデーうぇぶり』2016年7月14日[4][5] - 2019年2月23日[6]）
  1. 2017年7月12日発売、ISBN 978-4-09-127653-7[12]
  2. 2019年4月12日発売、電子書籍のみ[13]、ASIN B07Q2196C5
- 『われわれは地球人だ！』双葉社〈アクションコミックス〉全2巻（『webアクション』2021年6月8日[14] - ）
  1. 2022年9月15日発売[15][16]、ISBN 978-4-575-85761-0
  2. 2024年2月15日発売[17]、ISBN 978-4-575-85937-9

### 読み切り
- 今日が地球の最終回 - 『Fライフ3号：ドラえもん&藤子・F・不二雄公式ファンブック』に収録、小学館〈ワンダーライフスペシャル〉2014年11月18日発売、ISBN 9784091065469[18]

## 評価
- よいこのSF劇場
  - 『このマンガがすごい!2014』掲載[要出典][要ページ番号]。
- 好奇心は女子高生を殺す 1
  - 2017年8月12日 『このマンガがすごい！WEB』新刊レビューに掲載[19]。